# 韓岱
韓岱（穆麟德轉寫：uksuni handai，？—1656年），愛新覺羅氏，清朝宗室、滿洲鑲白旗人，清朝初期大臣，清太祖侄、穆爾哈齊第五子。
天聰八年（1634年），專管牛彔、專管佐領。授骑都尉，封一等奉国将军。崇德六年（1641年），任議政大臣。跟随皇太极围松山，击败明朝总兵吴三桂。崇德七年（1642年），随贝勒阿巴泰攻打蓟州、河间、景州、进克兖州。任兵部承政，署護軍統領，授一等奉國將軍兼半個前程。順治元年（1644年）四月，随睿亲王多尔衮入关，败李自成大顺军，攻克北京，因功晋三等镇国将军，随豫亲王多铎南征，于潼关破大顺军。任清朝首任兵部尚書。顺治二年（1645年），与副都统伊尔德，由南阳至归德府。攻下一州四县，渡淮河，取扬州。順治三年（1646年），改鑲白旗固山額真，与贝勒博洛攻打杭州，追明朝鲁王朱以海至台州，授一等輔國將軍。进兵福建，破明隆武帝朱聿键属下总兵师福于分水关。入崇安，克泉州、漳州，因功晋辅国公。順治五年（1648年），征陕西，戍大同。順治六年（1649年），跟随巽亲王满达海攻克朔州、宁武。移师攻克辽州、长留县等地。順治七年（1650年），任固山額真（正蓝旗满洲都统）、吏部尚書。順治八年（1651年），加固倫伯大里勒公（鎮國公）。同年，出任刑部尚書。順治九年（1652年），再改任吏部尚書，随敬谨亲王尼堪征湖南，尼堪战死，又与屯齐击败孙可望。順治十一年（1654），以尼堪战死被革職削爵，順治十二年（1655年），重新出任吏部尚書，加太子太保。封镇国将军。順治十三年（1656年），获罪夺官爵。